# Iglesia de San Nicolás de Bari (Madrigal de las Altas Torres)
La iglesia de San Nicolás de Bari es una iglesia situada en el municipio español de Madrigal de las Altas Torres, perteneciente a la provincia de Ávila, Castilla y León. Construida durante la Edad Media en estilo mudéjar —se enmarca en un mudéjar más tardío que el de otros templos de la provincia, fechado entre finales del siglo XIII y el siglo XIV—, consta de 3 naves y cabecera triple. Los arcos exteriores de los ábsides son ciegos. El interior del templo incorpora elementos de periodos muy distintos: gótico, renacentista, y un retablo del siglo XVIII. Fue declarada monumento histórico-artístico (antecedente de la figura de bien de interés cultural) el de 3 de junio de 1931 (su publicación en la Gaceta de Madrid fue un día más tarde, el 4 de junio).